# What's Love? (JUJUのアルバム)
『What's Love?』（ワッツ・ラブ）は、JUJUの2作目のフルアルバム。2009年3月4日発売。

## 概要
オリジナルフルアルバムとしては前作『Wonderful Life』以来、約1年5か月ぶりとなる。
初回限定盤のみスリーブ仕様。
5thシングル「Wish for snow/奇跡を望むなら...Xmas story」は本作に収録されていない。
ジャケット・アートワークに散りばめられているフレーズは、mixiで一般より募集されたもの。
これまでは8thシングル「素直になれたら/I can be free」で記録した6位が最高位で、本作は最高位記録を更新した。

## 収録曲
1. What's Love?
(作詞: JUJU & Jeff Miyahara / 作曲：JUJU, Jeff Miyahara & RYLL / 編曲：Jeff Miyahara & RYLL)
2. 素直になれたら / JUJU feat. Spontania
(作詞：JUJU, Spontania & Jeff Miyahara / 作曲: JUJU, Spontania, Jeff Miyahara & RYLL / 編曲：Jeff Miyahara & RYLL)
  - NTTコミュニケーションズ「MUSICO」CMソング

8thシングル。
3. U Got Me
(作詞：JUJU / 作曲：JUJU & DJ HIROnyc)
4. Missin' U
(作詞・作曲・編曲：E-3)
  - 「オーディオテクニカ」ラジオCMソング

7thシングルのカップリング曲。
5. My Life
(作詞・作曲・編曲：E-3、ホーンアレンジ：黒田卓也) 
2ndミニアルバム『My Life』収録曲。
6. I can be free [album version] 
(作詞：JUJU & ヒロイズム / 作曲：HALIFANIE / 編曲：亀田誠治) 
  - CX系「めざにゅ～」テーマ・ソング

8thシングル。
7. sakura
(作詞・作曲・編曲：E-3)
8. 空
 作詞：山本加津彦 & Aoi Kawashima / 作曲：山本加津彦 / 編曲：松浦晃久)
  - 東映配給映画「しあわせのかおり」主題歌

7thシングル。
9. LOVE TOGETHER
(作詞：松尾潔 / 作曲：松尾潔 & 豊島吉宏 / 編曲：MAESTRO-T)
  - 原曲は、2ndミニ・アルバム『My Life』収録の「LIVE! TOGETHER 〜Tokyo Girls Anthem〜」の続編ソングとして、リアレンジが施された。
10. 君がいるから -My Best Friends-
(作詞：JUJU / 作曲：川崎里実 / 編曲：河野伸)
  - ポニー・キャニオン・ビデオ「にゃんこ THE MOVIE 3」主題歌
11. 世界が終わる前に
(作詞：ナカムラヒロシ & 平塚友次郎 / 作曲：ナカムラヒロシ / 編曲：ナカムラヒロシ & 本澤尚之
12. やさしさで溢れるように
(作詞：小倉しんこう, 亀田誠治 / 作曲：小倉しんこう / 編曲：亀田誠治)
  - 「MTV meetalk with NEW NISSAN cube」CMソング

9thシングル。
13. 愛しい / JUJU + キヨサク (MONGOL800)
(作詞・作曲・編曲：上江洌清作)
14. どんなに遠くても...
(作詞：JUN.T / 作曲：川口大輔 / 編曲：CHOKKAKU)
  - セガ社ゲーム「戦場のヴァルキュリア」テーマ・ソング

6thシングル。